# Omini verdi

Omini verdi (in inglese Little Green Men) è il nome dato in ufologia e fantascienza ad alcune creature immaginarie extraterrestri. Con minore frequenza, il termine è utilizzato per descrivere esseri mitologici come i Goblin.

## Descrizione
Gli omini verdi sono descritti come umanoidi caratterizzati da piccola statura e pelle di colore verde; talvolta sono rappresentati con antenne sulla testa.

## Storia
Certe storie sugli omini verdi si ritrovano nel folclore prima ancora che a questi esseri si attribuisse un'origine extraterrestre. Si racconta che nel 1887 in Spagna, nel villaggio di Banjos, vennero trovati due bambini con la pelle di colore verde, che non sapevano dire da dove provenivano: probabilmente si trattava di bambini abbandonati e il colore della pelle poteva essere dovuto a clorosi provocata da denutrizione.
Uno studioso di folclore, Chris Auben, ha trovato nelle sue ricerche su giornali del XX secolo diversi articoli con riferimenti a storie relative al ritrovamento di omini verdi. Il primo di essi risale al 1899 e fu pubblicato negli USA sul giornale Atlanta Journal Constitution; l'omino verde a cui l'articolo faceva riferimento venne chiamato "Little Boy from Hurrah". Nel 1908 uscì un articolo sul Daily Kennebec Journal (Augusta, Maine) dove si usò per la prima volta il termine "omini verdi" con riferimento ad extraterrestri identificati come "marziani".
Anche durante gli anni trenta vennero riferiti avvistamenti di omini verdi: nel 1932 in Russia, nel villaggio di Viukovo (Oblast' di Jaroslavl') e nel 1933 in Canada a Cudworth, nel Saskatchewan. All'inizio degli anni cinquanta circolarono storie su piccoli uomini verdi rinvenuti dopo la caduta di dischi volanti; tali storie erano leggende metropolitane.
Nel 1965 il giornale La Cronica Matutina (Buenos Aires) pubblicò la notizia dell'avvistamento di piccoli uomini verdi avvenuto nell'ottobre dello stesso anno a Salta, in Argentina. Nel 1978 si verificò in Polonia un presunto rapimento alieno conosciuto come rapimento alieno di Emilcin, in cui un anziano agricoltore affermò di essere stato rapito da due omini verdi. 
Dalla fine degli anni settanta la popolarità degli omini verdi è andata gradualmente declinando in favore dei grigi, che sono diventati la forma più conosciuta e popolare di extraterrestri nel campo dell'ufologia e della fantascienza. I grigi secondo testimonianze vengono a volte descritti come piccoli omini verdi, perché hanno la tendenza ad assumere una sfumatura verdastra quando non hanno ricevuto cibo sufficiente.

## Omini verdi nella fantascienza
Nel romanzo Sotto le lune di Marte (A Princess of Mars, 1912) lo scrittore Edgar Rice Burroughs descrisse varie specie di Marziani, tra cui una razza con la pelle verde. Tra il 1920 e il 1950 gli omini verdi diventarono popolari grazie alle riviste di fantascienza con le storie di Flash Gordon e Buck Rogers.
Negli anni cinquanta gli omini verdi furono protagonisti di vari romanzi di fantascienza, tra cui The Case of the Little Green Men di Mack Reynolds (1951) e Marziani, andate a casa! di Fredric Brown (1954), una satira delle invasioni aliene.